# بولين دونالدا
بولين دونالدا (بالإنجليزية: Pauline Donalda)‏‏ (5 مارس 1882 في مونتريال - 22 أكتوبر 1970 في مونتريال) مغنية، ومغنية أوبرا، ومعلمة موسيقى من كندا.

## التعليم
تعلمت بولين دونالدا في:
- المعهد الوطني العالي للموسيقى والرقص  [لغات أخرى]‏

## الجوائز
حصلت بولين دونالدا على الجوائز الآتية:
- ضابط وسام كندا